# Griekenland op de Olympische Zomerspelen 1896

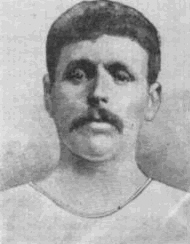
Spiridon Louis, olympisch kampioen op de marathon in 1896.

Griekenland was het gastland van de Olympische Zomerspelen 1896 die in Athene werden gehouden.
Het precieze aantal Griekse deelnemers is onbekend. Meestal wordt 169 aangehouden alhoewel ook 176 wordt genoemd. De Grieken namen deel aan alle negen sporten. De Grieken waren veruit het meest succesvolle land wat betreft het totale aantal medailles; 46. De Amerikanen haalden er maar 20. Omdat de Amerikanen echter één gouden medaille meer behaalden, eindigde Griekenland op de tweede plaats in het medailleklassement. De Grieken schreven zich 172 keer in op 39 onderdelen. Slechts aan vier onderdelen deed geen Griek mee; de 400 meter en het hoogspringen in het atletiek en de paardensprong en de rekstok voor landenteams in het turnen.

## Medailleoverzicht
| Sport         | Olympiër                                                                       | Discipline                      | Medaille |
| ------------- | ------------------------------------------------------------------------------ | ------------------------------- | -------- |
| Atletiek      | Spiridon Louis                                                                 | marathon (m)                    | Goud     |
| Schermen      | Leonidas Pyrgos                                                                | floret leraren (m)              |          |
| Schermen      | Ioannis Georgiadis                                                             | sabel (m)                       |          |
| Schietsport   | Pantelis Karasevdas                                                            | 200m militair geweer (m)        |          |
| Schietsport   | Georgios Orphanidis                                                            | 300m vrij geweer 3 posities (m) |          |
| Schietsport   | Ioannis Phrangoudis                                                            | 25m snelvuurpistool (m)         |          |
| Turnen        | Ioannis Mitropoulos                                                            | ringen (m)                      |          |
| Turnen        | Nikolaos Andriakopoulos                                                        | touwklimmen (m)                 |          |
| Wielrennen    | Aristidis Konstantinidis                                                       | wegwedstrijd (m)                |          |
| Zwemmen       | Ioannis Malokinis                                                              | 100m vrije slag matrozen (m)    |          |
| Atletiek      | Kharilaos Vasilakos                                                            | marathon (m)                    | Zilver   |
| Atletiek      | Miltiades Gouskos                                                              | kogelstoten (m)                 |          |
| Atletiek      | Panagiotis Paraskevopoulos                                                     | discuswerpen (m)                |          |
| Schermen      | Telemachos Karakalos                                                           | sabel (m)                       |          |
| Schietsport   | Pavlos Pavlidis                                                                | 200m militair geweer (m)        |          |
| Schietsport   | Ioannis Phrangoudis                                                            | 300m vrij geweer 3 posities (m) |          |
| Schietsport   | Georgios Orphanidis                                                            | 25m snelvuurpistool (m)         |          |
| Tennis        | Dionysios Kasdaglis                                                            | enkelspel (m)                   |          |
| Turnen        | Nikolaos Andriakopoulos Spyridon Athanasopoulos Petros Persakis Thomas Xenakis | brug team (m)                   |          |
| Turnen        | Thomas Xenakis                                                                 | touwklimmen (m)                 |          |
| Wielrennen    | Stamatios Nikolopoulos                                                         | 333m (m)                        |          |
| Wielrennen    | Stamatios Nikolopoulos                                                         | 2km (m)                         |          |
| Wielrennen    | Georgios Kolettis                                                              | 100km (m)                       |          |
| Worstelen     | Georgios Tsitas                                                                | Grieks-Romeins (m)              |          |
| Zwemmen       | Antonios Pepanos                                                               | 500m vrije slag (m)             |          |
| Zwemmen       | Joannis Andreou                                                                | 1200m vrije slag çm)            |          |
| Zwemmen       | Spiridon Chasapis                                                              | 100m vrije slag matrozen (m)    |          |
| Atletiek      | Dimitrios Golemis                                                              | 800m (m)                        | Brons    |
| Atletiek      | Evangelos Damaskos                                                             | polsstokhoogspringen (m)        |          |
| Atletiek      | Ioannis Theodoropoulos                                                         | polsstokhoogspringen (m)        |          |
| Atletiek      | Ioannis Persakis                                                               | hink-stap-springen (m)          |          |
| Atletiek      | Georgios Papasideris                                                           | kogelstoten (m)                 |          |
| Atletiek      | Sotirios Versis                                                                | discuswerpen (m)                |          |
| Gewichtheffen | Alexandros Nikolopoulos                                                        | eenhandig (m)                   |          |
| Gewichtheffen | Sotirios Versis                                                                | tweehandig (m)                  |          |
| Schermen      | Perikles Pierrakos-Mavromichalis                                               | floret (m)                      |          |
| Schietsport   | Nicolaos Trikupis                                                              | 200m militair geweer (m)        |          |
| Schietsport   | Nikolaos Morakis                                                               | 25m militair pistool (m)        |          |
| Schietsport   | Ioannis Phrangoudis                                                            | 30m vrij pistool (m)            |          |
| Tennis        | Konstantinos Paspatis                                                          | enkelspel (m)                   |          |
| Turnen        | Petros Persakis                                                                | ringen (m)                      |          |
| Turnen        | Ioannis Chrysafis Filippos Karvelas Dimitrios Loundras Ioannis Mitropoulos     | brug team (m)                   |          |
| Worstelen     | Stephanos Christopoulos                                                        | Grieks-Romeins (m)              |          |
| Zwemmen       | Efstathios Chorophas                                                           | 500m vrije slag (m)             |          |
| Zwemmen       | Efstathios Chorophas                                                           | 1200m vrije slag (m)            |          |
| Zwemmen       | Dimitrios Drivas                                                               | 100m vrije slag matrozen (m)    |          |

## Deelnemers en resultaten

### Atletiek
| Olympiër                   | Discipline               | Resultaat | Prestatie                                    |
| -------------------------- | ------------------------ | --------- | -------------------------------------------- |
| Alexandros Chalkokondylis  | 100m (m)                 | 5e        | serie 2: 2de in 12,8 finale: 5de in 12,6     |
| Georgios Gennimatas        | 100m (m)                 | series    | serie 3: 4-5de                               |
| Angelos Fetsis             | 800m (m)                 | series    | serie 2: 4de                                 |
| Dimitrios Golemis          | 800m (m)                 | Brons     | serie 2: 2de in 2.16,8 finale: 3de in 2.28,0 |
| Dimitrios Tomprof          | 800m (m)                 | series    | serie 2: 5de                                 |
| Angelos Fetsis             | 1500m (m)                | 5e        |                                              |
| Dimitrios Golemis          | 1500m (m)                | 6e        |                                              |
| Konstantinos Karakatsanis  | 1500m (m)                | 7-8e      |                                              |
| Dimitrios Tomprof          | 1500m (m)                | 7-8e      |                                              |
| Anastasios Andreou         | 110m horden (m)          | series    | serie 1: 4de                                 |
| Athanasios Skaltsogiannis  | 110m horden (m)          | series    | serie 2: 3-4de                               |
| Spyridon Belokas           | marathon (m)             | DSQ       | gediskwalificeerd                            |
| Dimitrios Christopoulos    | marathon (m)             | DNF       | niet gefinisht                               |
| Dimitrios Deligiannis      | marathon (m)             | 6e        |                                              |
| Evangelos Gerakeris        | marathon (m)             | 7e        |                                              |
| Georgios Grigoriou         | marathon (m)             | DNF       | niet gefinisht                               |
| Ilias Kafetzis             | marathon (m)             | DNF       | niet gefinisht                               |
| Sokratis Lagoudakis        | marathon (m)             | DNF       | niet gefinisht                               |
| Ioannis Lavrentis          | marathon (m)             | DNF       | niet gefinisht                               |
| Spyridon Louis             | marathon (m)             | Goud      | 2:58.50 (OR)                                 |
| Stamatios Masouris         | marathon (m)             | 8e        |                                              |
| Eleftherios Papasymeon     | marathon (m)             | 5e        |                                              |
| Charilaos Vasilakos        | marathon (m)             | Zilver    | 3:06.03                                      |
| Ioannis Vrettos            | marathon (m)             | 4e        |                                              |
| Alexandros Chalkokondylis  | 110m horden (m)          | 7e        | 5,74m                                        |
| Athanasios Skaltsogiannis  | 110m horden (m)          | 9e        |                                              |
| Ioannis Persakis           | hink-stap-springen (m)   | Brons     | 12,52m                                       |
| Khristos Zoumis            | hink-stap-springen (m)   | 6-7e      |                                              |
| Evangelos Damaskos         | polsstokhoogspringen (m) | Brons     | 2,60m                                        |
| Ioannis Theodoropoulos     | polsstokhoogspringen (m) | Brons     | 2,60m                                        |
| Vasilios Xydas             | polsstokhoogspringen (m) | 5e        | 2,40m                                        |
| Miltiadis Gouskos          | kogelstoten (m)          | Zilver    | 11,03m                                       |
| Georgios Papasideris       | kogelstoten (m)          | Brons     | 10,36m                                       |
| Georgios Papasideris       | discuswerpen (m)         | 5-11e     |                                              |
| Panagiotis Paraskevopoulos | discuswerpen (m)         | Zilver    | 28,95m                                       |
| Sotirios Versis            | discuswerpen (m)         | Brons     | 27,78m                                       |

### Gewichtheffen
Bij het eenhandig gewichtheffen moest achtereenvolgens met de ene en de andere worden getild. Nikolopoulos tilde 57 kilogram met de ene hand, maar haalde slechts 40 kg met de andere. Hij eindigde op de derde plaats. Bij het tweehandig gewichtheffen was de stijl bepalend wanneer een gelijke hoeveelheid werd getild. Sotirios Versis nam ook deel bij het discuswerpen waar hij ook brons behaalde, ook Georgios Papasideris nam deel bij het discuswerpen en bij het kogelstoten waarop hij zilver en brons behaalde.
| Olympiër                | Discipline     | Resultaat | Prestatie |
| ----------------------- | -------------- | --------- | --------- |
| Alexandros Nikolopoulos | eenhandig (m)  | Brons     | 57kg      |
| Sotirios Versis         | eenhandig (m)  | 4e        | 40kg      |
| Sotirios Versis         | tweehandig (m) | Brons     | 90kg      |
| Georgios Papasideris    | tweehandig (m) | 4e        | 90kg      |

### Schermen
In het schermen wonnen de Grieken goud en zilver bij de sabel en de derde plaats bij de floret. De grote verrassing was de winst van Pyrgos op de Fransman Jean Maurice Perronet bij de floret voor leraren.
| Olympiër                         | Discipline         | Resultaat | Prestatie |
| -------------------------------- | ------------------ | --------- | --- |
| Perikles Pierrakos-Mavromichalis | floret (m)         | Brons     | groep A: 2de W van FRA Delaborde: 3-1 W van GRE Ioannis Poulos: 3-0 V van FRA Callot: 1-3                     |
| Athanasios Vouros                | floret (m)         | 4e        | groep B: 2de V van FRA Eugène-Henri Gravelotte: 2-3 W van GRE Balakakis: 3-1 W van GRE Komninos-Miliotis: 3-0 |
| Konstantinos Komninos-Miliotis   | floret (m)         | 5e        | groep B: 3de V van FRA Eugène-Henri Gravelotte: 2-3 W van GRE Balakakis: 3-1 V van GRE Vouros: 0-3            |
| Georgios Balakakis               | floret (m)         | 7e        | groep B: 3de V van FRA Eugène-Henri Gravelotte: 1-3 V van GRE Komninos-Miliotis: 1-3 V van GRE Vouros: 1-3    |
| Ioannis Poulos                   | floret (m)         | 7e        | groep A: 3de W van FRA Delaborde: 3-1 V van GRE Pierrakos-Mavromichalis: 0-3 V van FRA Callot: 2-3            |
| Leonidas Pyrgos                  | floret leraren (m) | Goud      | finale: W van FRA Perronet: 3-1                                                                               |
| Ioannis Georgiadis               | sabel (m)          | Goud      | W van GRE Iatridis: 3-0 W van AUT Schmal: 3-2 W van GRE Karakalos: 3-1 W van DEN Nielsen: 3-2                 |
| Telemachos Karakalos             | sabel (m)          | Zilver    | W van GRE Iatridis: 3-0 W van AUT Schmal: 3-2 W van GRE Georgiadis: 1-3 W van DEN Nielsen: 3-2                |
| Georgios Iatridis                | sabel (m)          | 5e        | V van GRE Karakalos: 0-3 V van AUT Schmal: 2-3 V van GRE Georgiadis: 0-3 V van DEN Nielsen: 1-3               |

### Schietsport
De Grieken domineerden bij het onderdeel geweer en het snelvuurpistool. Bij de pistoolonderdelen moesten ze hun meerdere erkennen in de Amerikaanse gebroeders Paine.
| Olympiër               | Discipline                      | Resultaat | Prestatie      |
| ---------------------- | ------------------------------- | --------- | -------------- |
| Georgios Diamantis     | 200m militair geweer (m)        | 7e        | 1456 punten    |
| Alexios Fetsios        | 200m militair geweer (m)        | 11e       | 894 punten     |
| Pantelis Karasevdas    | 200m militair geweer (m)        | Goud      | 2350 punten    |
| G. Karagiannopoulos    | 200m militair geweer (m)        | 14-41e    |                |
| Anastasios Metaxas     | 200m militair geweer (m)        | 4e        | 1401 punten    |
| Georgios Orphanidis    | 200m militair geweer (m)        | 5e        | 1698 punten    |
| Pavlos Pavlidis        | 200m militair geweer (m)        | Zilver    | 1978 punten    |
| Aristovoulos Petmezas  | 200m militair geweer (m)        | 14-41e    |                |
| Spiridon Stais         | 200m militair geweer (m)        | 12e       | 845 punten     |
| Ioannis Theofilakis    | 200m militair geweer (m)        | 9e        | 1261 punten    |
| Nicolaos Trikupis      | 200m militair geweer (m)        | Brons     | 1713 punten    |
| Georgios Orphanidis    | 300m vrij geweer 3 posities (m) | Goud      | 1583 punten    |
| Ioannis Frangoudis     | 300m vrij geweer 3 posities (m) | Zilver    | 1312 punten    |
| Anastasios Metaxas     | 300m vrij geweer 3 posities (m) | 4e        | 1102 punten    |
| Pantelis Karasevdas    | 300m vrij geweer 3 posities (m) | 5e        | 1039 punten    |
| Antelothanasis         | 300m vrij geweer 3 posities (m) | 4e        | 1401 punten    |
| Georgios Diamantis     | 300m vrij geweer 3 posities (m) | 5e        | 1698 punten    |
| Alexios Fetsios        | 300m vrij geweer 3 posities (m) | Zilver    | 1978 punten    |
| Karakatsanis           | 300m vrij geweer 3 posities (m) | 14-41e    |                |
| Hatzidakis             | 300m vrij geweer 3 posities (m) | 14-41e    |                |
| Nikolaos Levidis       | 300m vrij geweer 3 posities (m) | 14-41e    |                |
| Zinon Michailidis      | 300m vrij geweer 3 posities (m) | 14-41e    |                |
| Moustakopoulos         | 300m vrij geweer 3 posities (m) | 14-41e    |                |
| Panagiotis Pavlidis    | 300m vrij geweer 3 posities (m) | 14-41e    |                |
| Alexandros Theofilakis | 300m vrij geweer 3 posities (m) | 14-41e    |                |
| Ioannis Theofilakis    | 300m vrij geweer 3 posities (m) | 14-41e    |                |
| Nikolaos Trikoupis     | 300m vrij geweer 3 posities (m) | 14-41e    |                |
| Leonidas Langakis      | 300m vrij geweer 3 posities (m) | DNF       | niet gefinisht |
| Ioannis Vourakis       | 300m vrij geweer 3 posities (m) | DNF       | niet gefinisht |
| Nikolaos Morakis       | 200m militair geweer (m)        | Brons     | 205 punten     |
| Ioannis Phrangoudis    | 200m militair geweer (m)        | 4e        |                |
| Zenon Mikhailidis      | 200m militair geweer (m)        | 6-13e     |                |
| Georgios Orphanidis    | 200m militair geweer (m)        | 6-13e     |                |
| Pantazidis             | 200m militair geweer (m)        | 6-13e     |                |
| Patsouris              | 200m militair geweer (m)        | 6-13e     |                |
| Pavlos Pavlidis        | 200m militair geweer (m)        | 6-13e     |                |
| Aristovoulos Petmezas  | 200m militair geweer (m)        | 6-13e     |                |
| Platis                 | 200m militair geweer (m)        | 6-13e     |                |
| Vavis                  | 200m militair geweer (m)        | 6-13e     |                |
| Pantelis Karasevdas    | 200m militair geweer (m)        | DNF       | niet gefinisht |
| Sanidis                | 200m militair geweer (m)        | DNF       | niet gefinisht |
| Ioannis Frangoudis     | 25m snelvuurpistool (m)         | Goud      | 344 punten     |
| Georgios Orphanidis    | 25m snelvuurpistool (m)         | Zilver    | 249 punten     |
| Ioannis Frangoudis     | 30m vrij pistool (m)            | Brons     |                |
| Leonidas Morakis       | 30m vrij pistool (m)            | 4e        |                |
| Georgios Orphanidis    | 30m vrij pistool (m)            | 5e        |                |

### Tennis
Griekenland won zilver en brons in het enkelspeltoernooi. Kasdaglis en Petrokokkinos wonnen in het dubbelspel het zilver. Omdat er onduidelijkheid is over de nationaliteit van Petrokokkinos wordt deze medaille toegekend aan het gemengd team.
| Olympiër                                         | Discipline     | Resultaat | Prestatie |
| ------------------------------------------------ | -------------- | --------- | --- |
| Aristidis Akratopoulos                           | enkelspel (m)  | 5e        | 1ste ronde: W van AUS Flack kwartfinale: V van GRE Paspatis                                                                 |
| Konstantinos Akratopoulos                        | enkelspel (m)  | 5e        | 1ste ronde: vrij kwartfinale: V van GRE Kasdaglis                                                                           |
| Dimitris Frangopoulos                            | enkelspel (m)  | 8e        | 1ste ronde: V van HUN Tapavicza                                                                                             |
| Dionysios Kasdaglis                              | enkelspel (m)  | Zilver    | 1ste ronde: W van FRA Defert kwartfinale: W van GRE Akratopoulos halve finale: W van HUN Tapavicza finale: V van GBR Boland |
| Konstantinos Paspatis                            | enkelspel (m)  | Brons     | 1ste ronde: W van Robertson kwartfinale: W van GRE Akratopoulos halve finale: V van GBR Boland                              |
| Evangelos Rallis                                 | enkelspel (m)  | 5e        | 1ste ronde: W van GRE Petrokokkinos kwartfinale: V van GBR Boland                                                           |
| Demetrios Petrokokkinos                          | enkelspel (m)  | 8e        | 1ste ronde: V van GRE Rallis                                                                                                |
| Dionysios Kasdaglis Demetrios Petrokokkinos      | dubbelspel (m) | Zilver    | 1ste ronde: W van GRE Paspatis/Rallis halve finale: W van AUS Flack/ GBR Robertson finale: V van GER Traun/ GBR Boland      |
| Aristidis Akratopoulos Konstantinos Akratopoulos | dubbelspel (m) | 4e        | 1ste ronde: vrij halve finale: V van GER Traun/ GBR Boland                                                                  |
| Konstantinos Paspatis Evangelos Rallis           | dubbelspel (m) | 5e        | 1ste ronde: V van GRE Kasdaglis/Petrokokkinos                                                                               |

### Turnen
De namen van de leden van de twee teams (de Panellinios Gymnastikos Syllogos en de
Ethnikos Gymnastikos Syllogos) die meededen bij de teamonderdelen in het turnen zijn grotendeels onbekend. Bij de paardensprong en op de rekstok voor teams waren geen Grieken vertegenwoordigd. Er werden twee gouden, twee zilveren en twee bronzen medailles gewonnen bij het touwklimmen, de ringen en de brug voor teams.
| Olympiër                                                                       | Discipline          | Resultaat | Prestatie |
| ------------------------------------------------------------------------------ | ------------------- | --------- | --------- |
| Filippos Karvelas                                                              | brug (m)            | onbekend  |           |
| Ioannis Mitropoulos                                                            | brug (m)            | onbekend  |           |
| Antonios Papaigannou                                                           | brug (m)            | onbekend  |           |
| Antonios Papaigannou                                                           | rekstok (m)         | onbekend  |           |
| Leonidas Tsiklitiras                                                           | rekstok (m)         | onbekend  |           |
| Aristovoulos Petmezas                                                          | paard met bogen (m) | onbekend  |           |
| Ioannis Mitropoulos                                                            | ringen (m)          | Goud      |           |
| Petros Persakis                                                                | ringen (m)          | Brons     |           |
| Nikolaos Andriakopoulos                                                        | touwklimmen (m)     | Goud      | 14,0m     |
| Thomas Xenakis                                                                 | touwklimmen (m)     | Zilver    | 14,0m     |
| Spyridon Athanasopoulos Nikolaos Andriakopoulos Petros Persakis Thomas Xenakis | brug team (m)       | Zilver    |           |
| Ioannis Chrysafis Ioannis Mitropoulos Dimitrios Loundras Filippos Karvelas     | brug team (m)       | Brons     |           |

### Wielersport

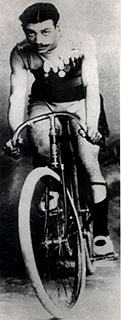
"De Griekse wielrenner Aristidis Konstantinidis

Aan alle zes onderdelen deden Grieken mee, waarbij de wegwedstrijd werd gewonnen en drie tweede plaatsen werden behaald.
| Olympiër                  | Discipline       | Resultaat | Prestatie      |
| Baan                      | Baan             | Baan      | Baan           |
| ------------------------- | ---------------- | --------- | -------------- |
| Stamatios Nikolopoulos    | tijdrit (m)      | Zilver    | 26,0           |
| Stamatios Nikolopoulos    | sprint (m)       | Zilver    | 5.00,2         |
| Georgios Kolettis         | 10km (m)         | DNF       | niet gefinisht |
| Aristidis Konstantinidis  | 10km (m)         | 5e        |                |
| Georgios Aspiotis         | 100km (m)        | DNF       | niet gefinisht |
| Georgios Kolettis         | 100km (m)        | Zilver    |                |
| Aristidis Konstantinidis  | 100km (m)        | DNF       | niet gefinisht |
| Konstantinos Konstantinou | 12u (m)          | DNF       | niet gefinisht |
| Nikos Loverdos            | 12u (m)          | DNF       | niet gefinisht |
| Georgios Paraskevopoulos  | 12u (m)          | DNF       | niet gefinisht |
| A. Tryfiatis-Tripiaris    | 12u (m)          | DNF       | niet gefinisht |
| Weg                       |                  |           |                |
| Georgios Aspiotis         | wegwedstrijd (m) | 4-7e      |                |
| Miltiades Iatrou          | wegwedstrijd (m) | 4-7e      |                |
| Aristidis Konstantinidis  | wegwedstrijd (m) | Goud      | 3:22.31        |
| Konstantinos Konstantinou | wegwedstrijd (m) | 4-7e      |                |
| Georgios Paraskevopoulos  | wegwedstrijd (m) | 4-7e      |                |

### Worstelen

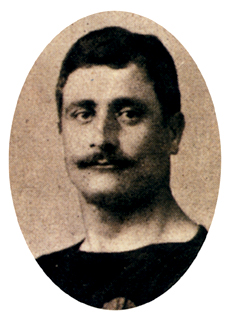
De worstelaar Stephanos Christopoulos, winnaar van het brons.

Christopoulos won na een uitputtingsslag van de Hongaar Momcsilló Tapavicza in de kwartfinale. In de halve finale verloor hij van zijn landgenoot Tsitas. Dit betekende brons voor Christopoulos. Tsitas streed in de finale tegen de Duitser Carl Schuhmann die een bye had in de halve finale. Na 40 minuten werd de wedstrijd afgebroken wegens de vallende duisternis. Een dag later won de Duitser vrij snel het goud.
| Olympiër                | Discipline         | Resultaat | Prestatie                                                                          |
| ----------------------- | ------------------ | --------- | ---------------------------------------------------------------------------------- |
| Georgios Tsitas         | Grieks-Romeins (m) | Zilver    | 1ste ronde: vrij halve finale: W van GRE Christopoulos finale: V van GER Schuhmann |
| Stephanos Christopoulos | Grieks-Romeins (m) | Brons     | kwartfinale: W van HUN Tapavicza halve finale: V van GRE Tsitas                    |

### Zwemmen
Van een aantal Griekse zwemmers is de naam onbekend. De enige gouden zwemmedaille van Griekenland werd gewonnen bij de 100 meter voor matrozen. Aan dit onderdeel mochten enkel mariniers van de Griekse marine deelnemen, zodat ook de zilveren en bronzen medaille aan Griekenland toevielen. Op de drie overige onderdelen wonnen ze twee keer zilver en twee keer brons.
| Olympiër             | Discipline                   | Resultaat | Prestatie |
| -------------------- | ---------------------------- | --------- | --------- |
| Georgios Anninos     | 100m vrije slag (m)          | 3-10e     |           |
| Efstathios Chorafas  | 100m vrije slag (m)          | 3-10e     |           |
| Alexandros Chrysafos | 100m vrije slag (m)          | 3-10e     |           |
| Efstathios Chorafas  | 500m vrije slag (m)          | Brons     |           |
| Antonios Pepanos     | 500m vrije slag (m)          | Zilver    | 9.57,6    |
| Ioannis Andreou      | 1200m vrije slag (m)         | Zilver    | 21.03,4   |
| Efstathios Chorafas  | 1200m vrije slag (m)         | Brons     |           |
| N. Kartavas          | 1200m vrije slag (m)         | 4-8e      |           |
| Spyridon Chazapis    | 100m vrije slag matrozen (m) | Zilver    |           |
| Dimitrios Drivas     | 100m vrije slag matrozen (m) | Brons     |           |
| Ioannis Malokinis    | 100m vrije slag matrozen (m) | Goud      | 2.20,4    |

Australië · Bulgarije · Chili · Denemarken · Duitsland · Frankrijk · Griekenland · Groot-Brittannië · Hongarije · Italië · Oostenrijk · Verenigde Staten · Zweden · Zwitserland · Gemengde teams